# Île de la Quarantaine (Minorque)
L'Île de la Quarantaine (en catalan illa de la Quarantena) est un îlot espagnol situé à l'intérieur du port de Mahón (Minorque). Il mesure 10 000 m² et son périmètre est de 500 mètres.
Cet îlot a été le premier lazaret de Minorque, très proche de l'ancienne péninsule de San Felipe, où plus tard serait construit le lazaret général et qui pour cette raison fut converti en île (l'actuelle Île du Lazareto). Initialement, l'île de la Quarantaine était connue comme L'Îlot, pour sa petite taille, et actuellement il est également appelé île Plate. C'est à partir de 1490 qu'il fut dénommé l'île de la Quarantaine, parce qu'on y désinfectait des articles, on y incinérait des vêtements de passagers et membres d'équipage des bateaux transportant des malades, et c'est aussi là qu'étaient déposées  les marchandises qui devaient être aérées avant d'être débarquées à Mahón.
Le lazaret de l'île de la Quarantaine a été bâti à l'époque britannique, lorsque ceux-ci ont fait des bâtisses très simples et provisoires pour protéger les marchandises et pour abriter les gardes des installations. Ces constructions provisoires ont été remplacées, à la fin de l'occupation britannique, par un ensemble de deux corps de bâtiment d'un seul étage, qui fut conservé jusqu'au XXe siècle, où il a été démoli pour bâtir des installations militaires.
Le lazaret de Mahón avait pour fonction d'accueillir les navires ou bateaux se dirigeant vers n'importe quelle côte espagnole, s'ils étaient soupçonnés de constituer un danger sanitaire. L'île de la Quarantaine et ses divers bâtiments ont rempli des fonctions sanitaires depuis 1490 jusqu'à l'entrée en fonctionnement du lazaret maritime, le premier en Espagne, sur l'île proche du Lazareto, après la Guerre d'Indépendance.
Pendant la première domination britannique de Minorque (1708-1756), John Armstrong  a écrit un livre intitulé Histoire de l'Île de Minorque publié à Londres en 1752 et 1756. Dans ce livre Armstrong fait déjà référence à l'île du Sang et à l'île de la Quarantaine comme des îles ayant une activité sanitaire dans le port de Mahón pendant le XVIIIe siècle .